# Lithospermum unicum
Lithospermum unicum är en strävbladig växtart som först beskrevs av James Francis Macbride, och fick sitt nu gällande namn av J.I.Cohen. Lithospermum unicum ingår i släktet stenfrön, och familjen strävbladiga växter. Inga underarter finns listade i Catalogue of Life.